# FDJ 2010
Questa voce raccoglie le informazioni riguardanti la FDJ nelle competizioni ufficiali della stagione 2010.

## Stagione
Avendo licenza da UCI ProTeam, la squadra ciclistica francese ha diritto di partecipare alle gare del Calendario mondiale UCI 2010, oltre a quelle dei circuiti continentali UCI.

## Organico

### Staff tecnico
|  | Naz.               | Ruolo | Sportivo        |  |  |  |
|  | ------------------ | ----- | --------------- |  |  |  |
|  | Francia (bandiera) | GM    | Marc Madiot     |  |  |  |
|  | Francia (bandiera) | DS    | Frank Pineau    |  |  |  |
|  | Francia (bandiera) | DS    | Yvonne Madiot   |  |  |  |
|  | Francia (bandiera) | DS    | Martial Gayant  |  |  |  |
|  | Francia (bandiera) | DS    | Thierry Bricaud |  |  |  |

### Rosa
|  | Naz.                     |  | Sportivo            | Anno |  |  |
|  | ------------------------ |  | ------------------- | ---- |  |  |
|  | Francia (bandiera)       |  | Sandy Casar         | 1979 |  |  |
|  | Francia (bandiera)       |  | Steve Chainel       | 1983 |  |  |
|  | Francia (bandiera)       |  | Pierre Cazaux       | 1984 |  |  |
|  | Francia (bandiera)       |  | Sébastien Chavanel  | 1981 |  |  |
|  | Francia (bandiera)       |  | Mikaël Cherel       | 1986 |  |  |
|  | Francia (bandiera)       |  | Rémy Di Grégorio    | 1985 |  |  |
|  | Francia (bandiera)       |  | Aurélien Duval      | 1988 |  |  |
|  | Francia (bandiera)       |  | Arnaud Gerard       | 1984 |  |  |
|  | Francia (bandiera)       |  | Anthony Geslin      | 1980 |  |  |
|  | Nuova Zelanda (bandiera) |  | Timothy Gudsell     | 1984 |  |  |
|  | Francia (bandiera)       |  | Frédéric Guesdon    | 1971 |  |  |
|  | Bielorussia (bandiera)   |  | Jaŭhen Hutarovič    | 1983 |  |  |
|  | Francia (bandiera)       |  | Matthieu Ladagnous  | 1984 |  |  |
|  | Francia (bandiera)       |  | Christophe Le Mével | 1980 |  |  |
|  | Belgio (bandiera)        |  | Gianni Meersman     | 1985 |  |  |
|  | Francia (bandiera)       |  | Francis Mourey      | 1980 |  |  |
|  | Francia (bandiera)       |  | Yoann Offredo       | 1986 |  |  |
|  | Francia (bandiera)       |  | Thibaut Pinot       | 1990 |  |  |
|  | Francia (bandiera)       |  | Anthony Roux        | 1987 |  |  |
|  | Francia (bandiera)       |  | Jérémy Roy          | 1983 |  |  |
|  | Australia (bandiera)     |  | Wesley Sulzberger   | 1986 |  |  |
|  | Francia (bandiera)       |  | Benoît Vaugrenard   | 1982 |  |  |
|  | Finlandia (bandiera)     |  | Jussi Veikkanen     | 1981 |  |  |
|  | Francia (bandiera)       |  | Arthur Vichot       | 1988 |  |  |

## Ciclomercato
| Olivier Bonnaire | Bbox Bouygues Tel.  |
| Pierre Cazaux    | Roubaix Lille Métr. |
| Thibaut Pinot    | neo pro             |
| Arthur Vichot    | neo pro             |

| Jérôme Coppel      | Saur-Sojasun |
| Aurélien Duval     | licenziato   |
| Sébastien Joly     | Saur-Sojasun |
| Guillaume Levarlet | Saur-Sojasun |

## Palmarès

### Corse a tappe
ProTour
- Tour de Romandie

Classifica scalatori (Thibaut Pinot)
- Tour de France

9ª tappa (Sandy Casar)
- Tour de Pologne

3ª tappa (Jaŭhen Hutarovič)
- Vuelta a España

2ª tappa (Jaŭhen Hutarovič)
Continental
- Tour Méditerranéen

1ª tappa (Jaŭhen Hutarovič)
2ª tappa (Jussi Veikkanen)
3ª tappa (Jaŭhen Hutarovič)
- Tour du Haut-Var

2ª tappa (Christophe Le Mevel)
Classifica generale (Christophe Le Mevel)
- Circuit de Lorraine

1ª tappa (Jaŭhen Hutarovič)
5ª tappa (Anthony Roux)
- Tour du Poitou-Charentes et de la Vienne

1ª tappa (Anthony Roux)
- Quatre jours de Dunkerque

5ª tappa (Benoît Vaugrenard)
- Volta ao Algarve

1ª tappa (Benoît Vaugrenard)
- Paris-Corrèze

2ª tappa (Arthur Vichot)

### Corse in linea
Continental
- Tro-Bro Léon (Jérémy Roy)
- Grand Prix Plumelec-Morbihan (Wesley Sulzberger)

### Campionati nazionali
Strada
- Campionati finlandesi

In linea (Jussi Veikkanen)
Ciclocross
- Campionati francesi

Elite (Francis Mourey)

### Ciclocross
- Lake Sammamish State Park-Issaquah (Francis Mourey)
- Las Vegas (Francis Mourey)
- Redmond (Francis Mourey)
- Grote Prijs De Ster (Francis Mourey)

## Classifiche UCI

### Calendario mondiale UCI
Individuale
Piazzamenti dei corridori della FDJ nella classifica individuale del Calendario mondiale UCI 2010.
| Pos. | Ciclista            | Punti |
| ---- | ------------------- | ----- |
| 69   | Sandy Casar         | 73    |
| 88   | Yoann Offredo       | 50    |
| 115  | Jaŭhen Hutarovič    | 30    |
| 135  | Christophe Le Mével | 17    |
| 201  | Benoît Vaugrenard   | 5     |
| 206  | Rémy Di Grégorio    | 4     |
| 226  | Matthieu Ladagnous  | 3     |
| 233  | Thibaut Pinot       | 2     |
| 234  | Jérémy Roy          | 2     |
| 247  | Sébastien Chavanel  | 2     |
| 272  | Pierre Cazaux       | 1     |

Squadra
La FDJ ha chiuso in ventiduesima posizione con 175 punti.